# Акимов, Василий Иванович
Васи́лий Ива́нович Аки́мов (29 декабря 1922 — 1 января 1992) — советский офицер, участник Великой Отечественной войны, в годы войны прошёл путь от красноармейца до командира батареи, Герой Советского Союза (1944).
Командир батареи 32-го гвардейского стрелкового полка 12-й гвардейской стрелковой дивизии 61-й армии Центрального фронта гвардии капитан В. И. Акимов особо отличился при форсировании Днепра. Переправившись с передовым отрядом полка 28-29 сентября 1943 года, нанёс контратакующему врагу большой урон и сохранил свой личный состав и материальную часть. Плацдарм был удержан, что способствовало переправе полка.

## Биография
Родился 29 декабря 1922 года в деревне Горелый Лом Копыревщинской волости Духовщинского уезда Смоленской губернии. Русский. В 1937 году окончил 7 классов школы в деревне Авдюково, в 1940 году — 10 классов школы в деревне Шуклино.

### В рядах РККА
В армии с октября 1940 года. Служил красноармейцем в артиллерии (в Киевском особом военном округе), с июня 1941 года обучался в Киевском артиллерийском училище.
Участник Великой Отечественной войны: в июле 1941 года участвовал в обороне Киева, 20 июля 1941 года был легко ранен. В октябре 1941 года окончил Киевское артиллерийское училище, эвакуированное в город Красноярск.
В 1941—1942 годах — командир взвода и заместитель командира батареи артиллерийского дивизиона 8-го воздушно-десантного корпуса (в Московском военном округе).
В августе 1942 — командир батареи 45-мм орудий 37-го гвардейского отдельного истребительно-противотанкового дивизиона (Сталинградский фронт). Участвовал в обороне Сталинграда. 25 августа 1942 года был ранен и отправлен в госпиталь.
С октября 1942 по июль 1944 года — заместитель командира штабной батареи и командир батареи 76-мм орудий 32-го гвардейского стрелкового полка 12-й гвардейской стрелковой дивизии. Воевал на Западном, Брянском, Центральном, Белорусском, 2-м и 1-м Белорусских фронтах. Участвовал в Курской битве, Орловской, Черниговско-Припятской, Гомельско-Речицкой, Калинковичско-Мозырской и Люблин-Брестской операциях.
С 12 июля 1943 года его батарея поддерживала огнём наступающие советские части в ходе Орловской наступательной операции. За две недели боёв преимущественно прямой наводкой было уничтожено три немецких 37-мм орудия, два 75-мм орудия, два миномёта, более 10 огневых точек, разрушено два дзота, подавлен огонь двух артиллерийских батарей противника, разбито три повозки с боеприпасами, а также уничтожено до взвода пехоты. Гвардии капитан В. И. Акимов всё это время находился в боевых порядках стрелковых рот, корректируя огонь своей батареи. Командир 32-го гвардейского стрелкового полка гвардии подполковник Р. И. Мильнер представил гвардии капитана В. И. Акимова к ордену Красной Звезды, однако приказом 12-й гвардейской стрелковой дивизии 61-й армии Центрального фронта № 31/н от 29 июля 1943 он был награждён медалью «За отвагу».

### Подвиг
Особо отличился при форсировании Днепра. С передовым отрядом полка 28-29 сентября 1943 года форсировал реку в районе деревни Глушец (Лоевский район Гомельской области, Белоруссия) и переправил на плотах два орудия. Нанёс контратакующему врагу большой урон и сохранил свой личный состав и материальную часть. Плацдарм был удержан, что способствовало переправе полка.
Указом Президиума Верховного Совета СССР «О присвоении звания Героя Советского Союза офицерскому и сержантскому составу артиллерии Красной Армии» от 9 февраля 1944 года за «образцовое выполнение боевых заданий командования на фронте борьбы с немецкими захватчиками и проявленные при этом отвагу и геройство» удостоен звания Героя Советского Союза с вручением ордена Ленина и медали «Золотая Звезда».

### Дальнейший боевой путь
С 1 октября 1943 года его батарея участвовала в расширении плацдарма, захваченного на правом берегу Днепра. В боях 15-17 октября, по оценке командира 32-го гвардейского стрелкового полка гвардии подполковника Г. Н. Бзарова, он проявил мужество, инициативу и решительность. Находясь со своей батарей в боевых порядках наступающей советской пехоты, он прямой наводкой уничтожал огневые точки и живую силу противника в боях за укреплённый опорный пункт противника — деревню Власенко. Тем самым, способствовал быстрому продвижению советских войск. В боях 12-13 ноября за овладение деревней Ново-Кузнечная и при наступлении на деревню Иванково его батарея вновь оказывала эффективную помощь наступающим советским подразделениям, в том числе, благодаря тому, что В. И. Акимов лично корректировал артиллерийский огонь. За умелое управление батареей в бою был представлен к ордену Александра Невского, но был награждён орденом Отечественной войны II степени (31 декабря 1943). На следующий день, 14 ноября, был легко ранен.
В боях с немецкими войсками 13-24 июля 1944 года в районе деревень Нобель, Сенчища и других его батарея поддерживала атаку 29-го гвардейского стрелкового полка. На боевом счету В. И. Акимова 10 уничтоженных огневых точек и до 50 солдат и офицеров противника. При подготовке к штурму города Брест (Белоруссия) он также умело руководил огнём батареи, за что был представлен командиром 32-го гвардейского стрелкового полка гвардии подполковником Н. Т. Волковым к ордену Красного Знамени (но был награждён 30 августа 1944 года вторым орденом Отечественной войны II степени). В бою 24 июля был тяжело ранен (пятый раз за войну) и отправлен в госпиталь.
До лета 1945 года находился на излечении в госпитале. С августа 1945 года гвардии капитан В. И. Акимов — в отставке.

### Послевоенные годы
В 1950 году окончил Институт внешней торговли Министерства внешней торговли СССР (ныне МГИМО). В 1950—1955 годах — старший экономист Торгпредства СССР в Швеции. Затем работал в Министерстве внешней торговли СССР старшим референтом Управления торговли с западными странами (1955—1960) и старшим экономистом 1-го экспортного управления (1960—1963). В 1963—1966 годах — директор угольной конторы объединения «Союзпромэкспорт», в 1966—1968 годах — заместитель председателя объединения «Союзпромэкспорт».
В 1968—1972 годах — заместитель торгового представителя СССР в Японии. Затем работал в объединении «Разноимпорт»: заместителем председателя (1972—1978), старшим экспертом по внешнеэкономическим вопросам (1978—1983) и старшим экономистом (1983—1988).
Жил в Москве. Умер 1 января 1992 года. Похоронен на Ваганьковском кладбище (41 уч.).

## Награды и звания
Советские государственные награды и звания:
- Герой Советского Союза (9 февраля 1944);
- орден Ленина (9 февраля 1944);
- орден Отечественной войны I степени (11 марта 1985)[7];
- два ордена Отечественной войны II степени (31 декабря 1943[5]; 30 августа 1944[6]);
- орден Трудового Красного Знамени (22 сентября 1971);
- медали, в том числе:
  - медаль «За отвагу» (29 июля 1943)[3].